# Aventurera (pel·lícula de 1950)
Aventurera és una pel·lícula mexicana musical dirigida per Alberto Gout. Va ser filmada en 1949 i estrenada a l'any següent; protagonitzada per Ninón Sevilla i Andrea Palma. És considerada obra mestra de l'anomenat Cine de rumberas.

## Argument
La tranquil·la vida de la jove Elena (Ninón Sevilla), canvia radicalment quan la seva mare s'escapoleix amb el seu amant, provocant el suïcidi del seu pare. Sola i sense recursos, la jove emigra a Ciudad Juárez on busca treball sense èxit. A la vora de la fam, Elena accepta treballar amb Lucio (Tito Junco), sense sospitar que la seva oferta és un parany per prostituir-la. La jove acaba ballant en el cabaret de Rosaura (Andrea Palma), una dona que porta una doble vida: sis mesos a l'any regenta el seu bordell a Juárez, i els altres sis mesos és una respectable senyora de societat de Guadalajara. Rosaura maltracta i humilia profundament Elena, qui acaba escapant d'ella amb ajuda de Lucio, només per a haver de fugir de la ciutat quan Lucio s'involucra en un assalt i acaba a presó. Elena decideix començar una nova vida treballant com vedette a la ciutat de Mèxic. Allí coneix Mario (Rubén Rojo), un jove atractiu que s'enamora d'ella. Elena accepta la seva proposta de matrimoni. Se'n van a Guadalajara per a celebrar les seves noces i aquí, per un amarg capritx del destí, Elena descobreix que Rosaura és la mare de Mario. Elena decideix prosseguir amb els seus plans com una manera de torturar Rosaura i venjar-se de tot el mal que li va causar. Però la fugida de Lucio de la presó, complica la ja convulsa situació d'Elena.

## Repartiment
- Ninón Sevilla... Elena Tejero
- Andrea Palma... Rosaura
- Tito Junco... Lucio
- Rubén Rojo... Mario
- Miguel Inclán... Rengo
- Jorge Mondragón .... Facundo Rodríguez
- Maruja Grifell .... Consuelo, madre de Elena
- Luis López Somoza .... Ricardo
- María Gentil Arcos .... Petra
- Pedro Vargas.... (intervenció musical)
- Ana María González .... (intervenció musical)
- Los Ángeles del Infierno .... (intervenció musical)

## Comentaris
Quan Alberto Gout va dirigir Aventurera, el cineasta ja tenia una sòlida trajectòria industrial. Es tracta, de fet, del seu catorzè llargmetratge, per al qual va ser contractat per la casa Calderón amb la finalitat de fer un vehicle, per al lluïment de la seva actriu exclusiva Ninón Sevilla, qui havia treballat per als Calderón com a actriu secundària des de Pecadora (1947) i a la qual havien convertit en protagonista des de Revancha (1948), ja dirigida per Gout, encara que sense guió de Custodi. Aventurera té els ingredients industrials perfectes que amarren a la cinta al gènere del Cinema de rumberes dels anys 40/50 del segle passat: cinc intermedis cantats (amb les veus d'Ana María González i Pedro Vargas), tres impossibles números musicals (creats per la mateixa Ninón, ni més ni menys), una història emblemàtica d'innocència tacada per la perversió i un quadre d'actors que, a aquestes altures, ja coquetejava amb la llegenda: Andrea Palma, la prostituta que es va convertir a La mujer del puerto (Boytler i Sevilla, 1934), la cabaretera que somniava amb despertar a un Distinto Amanecer (Bracho, 1943), es ara, ja vella, una desalmada "madrota" que es disfressa de mare abnegada i viceversa; Miguel Inclán, un sinistre i violent assassí que, després d'olorar un mocador que Ninón portava al seu pit, es transforma de terrible porter, en fetitxista gosset faldiller a qui només li falta moure la cua; i la pròpia Ninón Sevilla, que mai va ser una actriu molt subtil però que mai ho va necessitar: crida destemplada, ataca amb una ampolla, trepitja a terra el paio que e vas emportar a la seva mare, escup verí cada vegada que veu a la seva hipòcrita sogra Rosaura, balla Frenesí a les seves pròpies noces per a humiliar tota l'alta societat local i apareix en números musicals que pertanyen al món de la fantasia i del deliri.
El notable és que els tics genèrics més evidents del Cinema de rumberes -és a dir, les cançons, els balls, els actors, l'escenografia- són fàcilment identificables a Aventurera i no difereixen gran cosa de moltes altres -i oblidables- pel·lícules més. El que fa transcendir aquest film és la subversiva inversió dels valors morals que proposa la seva voluntat de ridiculitzar el mite fílmic de la mare abnegada (és infidel la mamà de Ninón, la seva sogra és la "madrota" que va vendre la seva virginitat) i la magnètica presencial sensual/sexual de Ninón Sevilla que tornava bojos a tots els homes que apareixien al film i que va tornar bojos als crítics francesos de Cahiers du Cinéma, que van escriure algunes de les pàgines més ardents que hagin estat dedicades a qualsevol actriu mexicana en aquesta revista.
Per exemple, Robert Lachenay, a Cahiers..., citat per Jorge Ayala Blanco a La Aventura del Cine Mexicano, va escriure sobre Ninón: "Mirada inflamada, boca d'incendi, tot s'alça en Ninón (la front, les pestanyes, el nas, el llavi superior, la gola, el to amb què s'enfada), les perspectives fugen per la vertical com altres tantes fletxes disparades, desafiaments oblics a la moral burgesa, a la cristiana i a les altres".

## Versió teatral
El 1997 es va realitzar una posada teatral musical inspirada en la pel·lícula, encapçalada originalment per Carmen Salinas, Edith González, Eduardo Santamarina, Alejandro Tommasi i el primer actor Ernesto Gómez Cruz. La producció va ser a càrrec de la mateixa Salinas i les Germanes Vallejo. Durant 15 anys va ser l'obra musical més reeixida de Mèxic.
També existeix la paròdia Aventurero, de José Lorenzo Canchola, estrenada en 2003. Porta presentant-se anualment durant el mes de la tolerància en CDMX. El personatge central fa referència no al d'Elena, sinó al de l'actriu, Nino (Per Ninón Sevilla). Estrenada al desaparegut Pink Side de Zona Rosa, l'obra va estar en temporada per més de 8 mesos, en la seva versió original per a cabaret. En aquesta es mantenen la línia i funció d'alguns personatges: Nino (Elena), Madama (Rosaura), Chacal (Lucio), Vici (Mario) i s'introdueix un nou, Gavilania, que quant a la seva funció dramàtica podria equivaler a Rengo, com qui ajuda al personatge de l'ingenu jove que és enganyat per treballar al prostíbul de la Madama, que igual que el personatge d'Andrea Palma manté una doble vida.